# Plantago aschersonii
Espèce
Plantago aschersonii est une plante de la famille des Plantaginacées. Cette espèce est parfois intégrée à Plantago coronopus,  il s'en différencie toutefois par ses feuilles lancéolées pubescentes.
Le nom de l'espèce a été attribué en l'honneur du botaniste allemand Paul Ascherson (1834-1913).

## Synonymes
- Plantago ceratophylla Hoffmanns. & Link (1809)
- Plantago columnae Gouan (1773)
- Plantago laciniata Willk. (1848)
- Plantago serraria var. laciniata (Willk.) Pau (1922)
- Plantago prionota Pomel (1875)

## Description
Les feuilles sont lancéolées et pubescentes.

## Répartition
Afrique du Nord, Canaries